# 彼氏ってどこに行ったら買えますの!?
『彼氏ってどこに行ったら買えますの!?』（かれしってどこにいったらかえますの）は、漫画家・火曜による日本の学園4コマ漫画作品。『まんがタイムきららMAX』（芳文社）にて2012年1 - 2月号にゲスト掲載された後、同年6月号から2016年3月号にかけて連載された。

## 登場人物
茅野 亜梨香（かやの ありか）
本作の主人公。お金持ちのお嬢様で見目麗しい美少女だが、なぜか彼氏いない歴＝年齢でありそのことを激しく気にしている。
みすず・哉カップルのラブラブ振りを見るにつけ、悶絶したり悪態をついたりするが、暴走が極まると脳内彼氏（顔はへのへのもへじ）との架空デートを妄想するようになり、こうなると乳酸菌を摂取しない限り現実に帰って来ない。哉のことは友人を奪っていく邪魔者として敵視している。
父親が（本人から見ると）厳しいため勉強は怠らず、3人の中ではトップの学力を誇る（ただし哉にはかなわない）。
カナヅチであるなどスポーツは全般的に苦手だが、幼い頃バレエを習っていたため、柔軟性とバランス感覚は高い。しかしリズム感がないため、バレエは大成しなかった。
お嬢様ゆえカップラーメンもポテトチップスも食べたことがなかったが、タイ焼きを好むなど庶民的なところもある。また掃除や料理など、家事の類はまったくできない。
ポエムを書くのが趣味であり、ベッドの下にポエム帳を隠している。
母親はライトノベル作家の「山田ジャスミン」。
滝 護（たき まもる）
亜梨香の友人。3人の中では最も長身でスタイル抜群である。
驚異的な運動能力を持ち、バスケットボール部に所属するスポーツ大好き少女だが、学業成績は壊滅的である。
一人称が「ボク」の快活な少女で、色恋沙汰にはまるで興味を示さず、年齢相応の性的知識にも欠けている。
亜梨香とは小学校時代からの付き合いで、亜梨香が暴走したときに乳酸菌を仕入れに行くのは彼女の役割である。
恩田 みすず（おんだ みすず）
亜梨香の友人。3人の中では最も小柄で幼児体型であり、本人も気にしている素振りがある。
哉とは小学校時代からの幼馴染であるが、今年になって正式に恋人関係となった。
学業・スポーツとも平凡だが非常に女の子らしい性格で、彼女の料理は絶品である。
他の2人と異なり、ホラー系には結構耐性がある。
雪谷 ほたる（ゆきたに ほたる）
亜梨香と負けず劣らずなお金持ちのお嬢様。
居合道や弓道などの武術に加え、テストでは毎回哉を抑えて学年トップになる文武両道の才女。
亜梨香や護同様に彼氏はいないが、本人は女の子が好きであり、彼氏よりも彼女を作りたがっている。
哉から話を聞いていた亜梨香に興味を持ち、事あるごとにアプローチを仕掛けている。
ライトノベルを好み、亜梨香の母である「山田ジャスミン」のファンでもある。
森 哉（もり はじめ）
みすずの幼馴染にして彼氏。清涼飲料水をイメージさせる爽やかな好青年で、亜梨香には「ラムネ野郎」と呼称される。
将来を見据えて塾に通うなど、勉強熱心で高い学力を誇り、テストでは常に学年2位をキープする秀才（ただし学年トップのほたるには勝ったことがない）。
また男性ながら家事も得意としており、料理やお菓子作りもこなす。
反面スポーツは苦手としているが、柔軟性だけは高い。
性格的には真面目で紳士的だが、やや天然なところもあり、みすずへの愛を恥ずかしげもなく表すため、亜梨香の精神に重大なダメージを与えることが多い。

## 書誌情報
芳文社より「まんがタイムKRコミックス」として刊行されている。
1. 2013年5月11日初版発行（4月26日発売[1]）、ISBN 978-4-8322-4293-7
2. 2014年1月10日初版発行（12月26日発売）、ISBN 978-4-8322-4385-9
3. 2015年3月14日初版発行（2月27日発売）、ISBN 978-4-8322-4531-0
4. 2016年3月13日初版発行（2月27日発売）、ISBN 978-4-8322-4666-9